# Gruppo cosmonauti TsPK 11
Il Gruppo cosmonauti TsPK 11 è stato selezionato l'11 maggio 1990 ed è formato da quattro aviatori. Musabaev era stato selezionato nel gruppo MGA (Ministero dell'aviazione civile sovietica) ma a marzo 1991 è stato trasferito al gruppo TsPK, riuscendo poi a volare in tre missioni sulla Mir. L'addestramento generale dello spazio si è svolto tra agosto del 1990 e marzo del 1992. L'unico a non essere andato nello spazio è Vozovikov che è affogato nel Mar Nero durante un addestramento di sopravvivenza nel 1993.
- Talğat Musabaev[1][2]

Sojuz TM-19 (Mir 16)
Sojuz TM-27 (Mir 25)
Sojuz TM-32/Sojuz TM-31
- Saližan Šaripov[3]

STS-89
Sojuz TMA-5 (Exp 10)
- Sergej Vozovikov[4] (Deceduto)
- Sergej Zalëtin[5]

Sojuz TM-30 (Mir 28)
Sojuz TMA-1/Sojuz TM-34